# Stefan Brennsteiner
Stefan Brennsteiner (Zell am See, 3 de octubre de 1991) es un deportista austríaco que compite en esquí alpino.
Participó en dos Juegos Olímpicos de Invierno, en los años 2018 y 2022, obteniendo una medalla de oro en Pekín 2022, en la prueba de equipo mixto. En la Copa del Mundo consiguió cuatro podios en total.

## Palmarés internacional
| Juegos Olímpicos | Juegos Olímpicos | Juegos Olímpicos | Juegos Olímpicos |
| Año              | Lugar            | Medalla          | Prueba           |
| ---------------- | ---------------- | ---------------- | ---------------- |
| 2022             | Pekín (China)    | Medalla de oro   | Equipo mixto     |